# Ergonomie

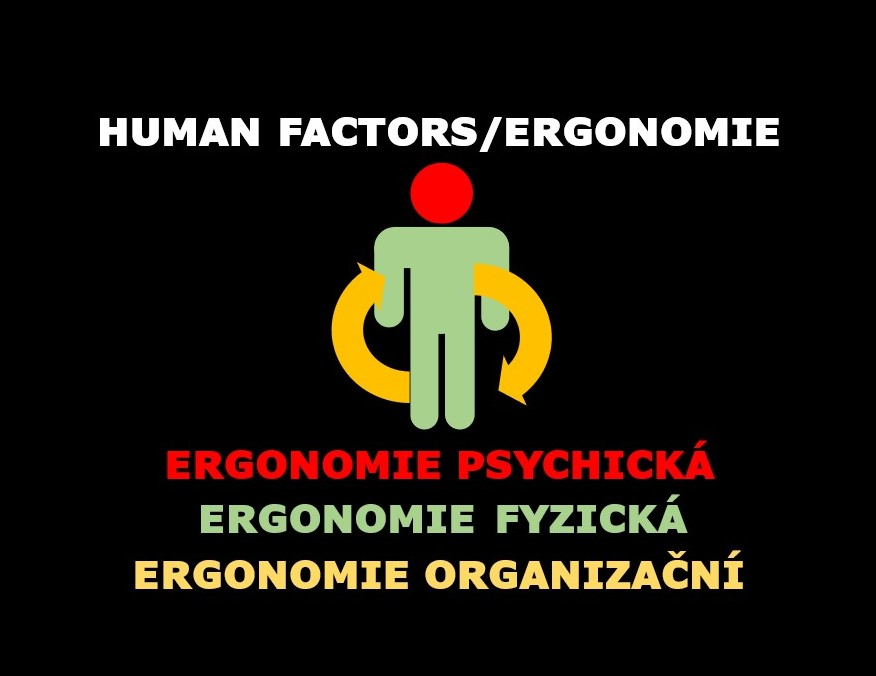
Tři základní obory ergonomie

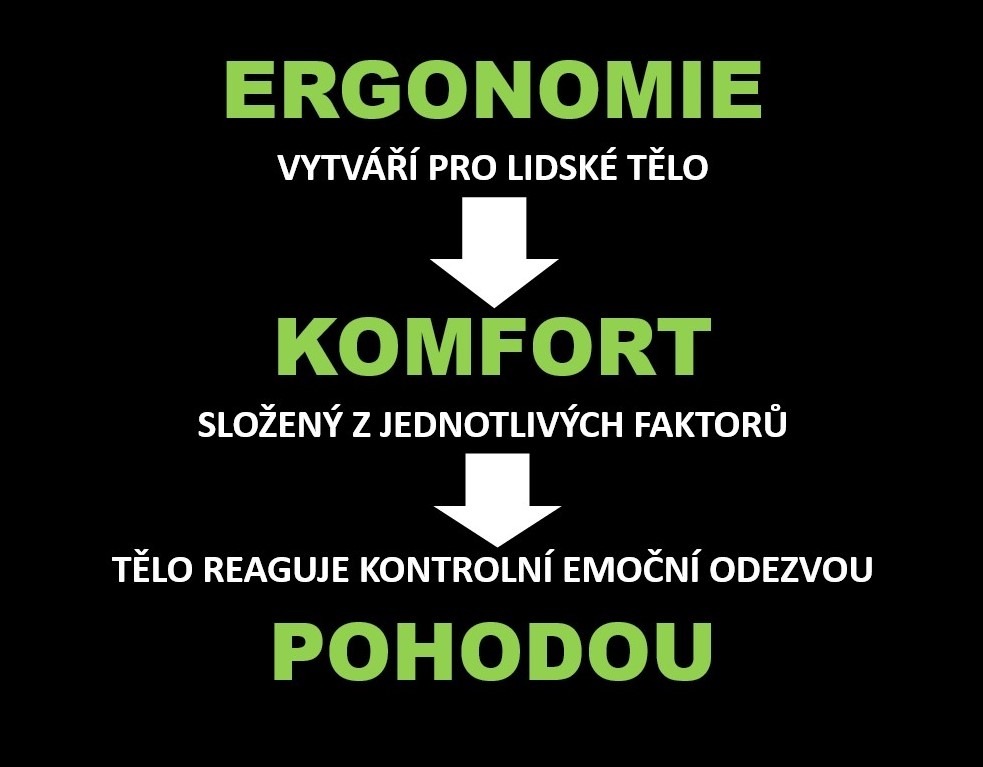
Vizualizace vztahu komfortu a pohody

Ergonomie (z řečtiny ergon práce a nomos zákon) vznikla počátkem 20. století jako obor zabývající se optimalizací potřeb člověka v pracovním prostředí a v jeho podmínkách. Šlo zejména o stanovení vhodných rozměrů, designu nástrojů, nábytku a jejich uspořádání v pracovním prostředí a v optimálních dosahových vzdálenostech. Ve světě se používá i pojmenování "human factors" nebo "human engineering".

Od 2. poloviny 20. století je ergonomie rozsáhlým interdisciplinárním vědním oborem zabývajícím se komplexní interakcí lidského organismu a prostředí (nejen pracovního). Výsledkem jejího výzkumu je návrh optimalizace prostředí do komfortu způsobujícího pohodu uživatele. Ergonomický komfort je nutné odlišovat od povrchního komerčního komfortu, který slouží k přilákání zákazníka a může mít na lidské tělo různé negativní vlivy.

Ergonomie je vědecká disciplína zabývající se poznáním a pochopením interakcí mezi lidmi a dalšími prvky systému a profesí, která aplikuje teorie, principy, data a metody navrhování systémů tak, aby optimalizovala pohodu člověka a celkový výkon systému. 

Definice dle The International Ergonomics Association

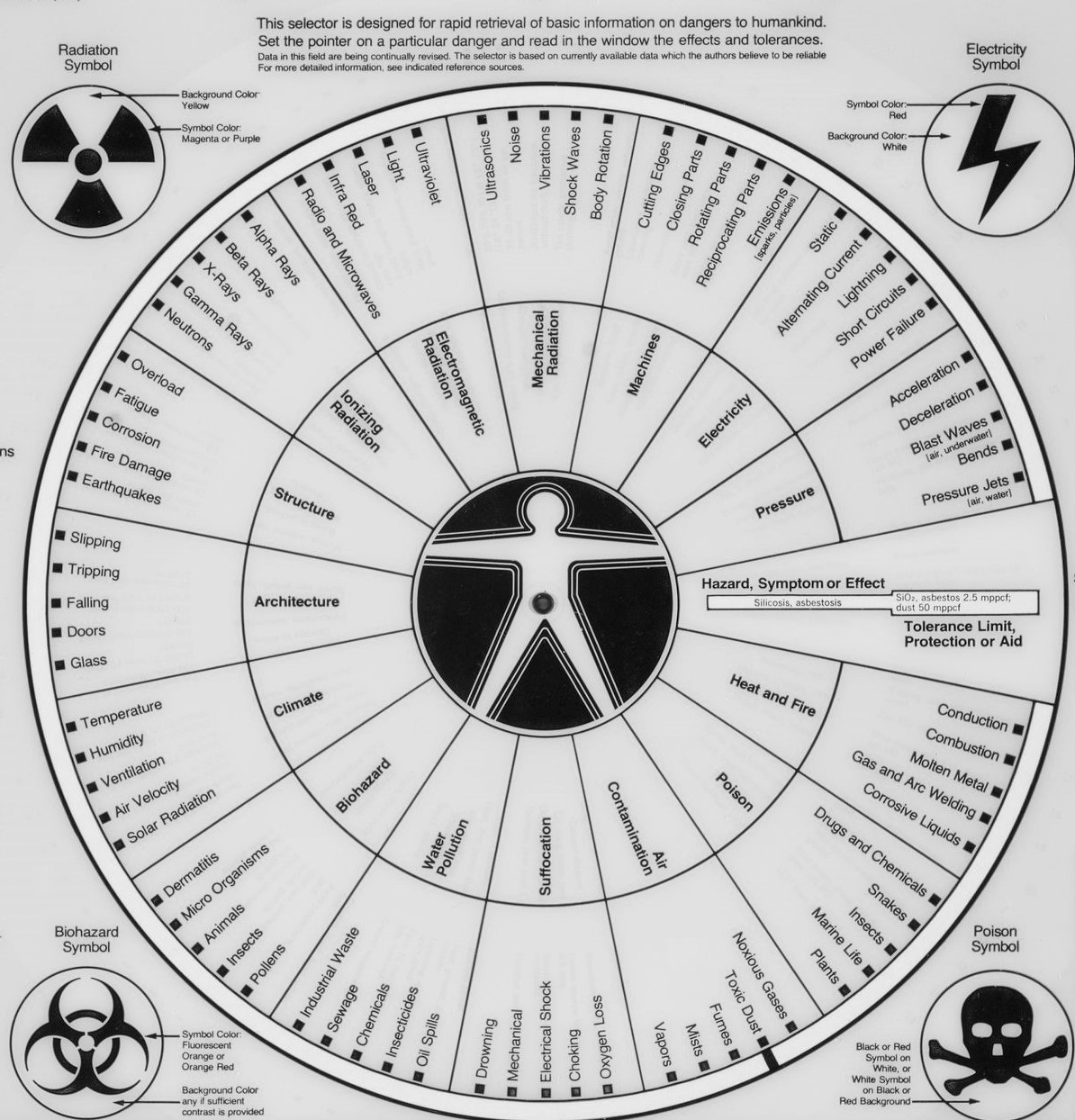
Základní princip ergonomie: interakce těla s různými kvalitami prostředí

Ergonomie pracuje ve třech vzájemně se prolínajících rovinách. Nejdůležitější je psychická, která využívá zejména poznatky kognitivní psychologie. Druhou rovinou je fyzická. Třetí rovina - organizační - dokáže ovlivnit psychické i fyzické kvality. Při zpracování ergonomických problémů je vždy třeba náročně řešit souběžné vyvážení všech tří rovin, což nazýváme ergonomickým myšlením (ergonomic-thinking).

## Metodologie
Ergonomie je mezioborová disciplína, jejíž potřeba začala vznikat v 19. století, kdy pestrá fyzická práce začala být nahrazována prací jednostrannou, zejména stereotypními opakujícími se pohyby u strojů a pásové výroby, a ve 20. a 21. století činností sedavou, která je stále více zastoupena prací u PC. Nejen že se tak snížila fyzická tenacita (vytrvalost) a důležité tělesné vjemy člověka jako polohocit, pohybocit a ideomotorika, ale v populaci se začaly více rozvíjet fenomény jako obezita, vertebrogenní bolesti (původem z páteře), muskuloskeletální nemoci (syndrom karpálního tunelu, záněty šlach a jejich úponů, bursitidy), oběhové a kardiopulmonární problémy, stres, nesoustřednost, předčasné příznaky degenerace kognitivního systému (digitální demence) atd. Příčinou jsou nejen vlivy pracovního, ale celého civilizačního prostředí se svými technologiemi neodpovídajícími přirozeným potřebám lidského těla.
Cílem ergonomie v době technologického vývoje Průmyslu 4.0 je harmonizování všech typů interakce těla a prostředí. Ergonomie k tomu integruje poznatky humanitních věd (zejména anatomie, kineziologie, psychologie, fyziologie, hygieny, antropometrie, biomechaniky), věd technických (např. navrhování strojů a staveb, kybernetika, normování) a věd přírodních (především ekologie). Sleduje, aby používané předměty a interiéry vyhovovaly lidskému vnímání, celkové psychice a také svým tvarem co nejlépe odpovídaly pohybovým možnostem a rozměrům lidského těla.
Mnohé firmy, jejichž zaměstnanci pracují převážně sedavým způsobem, zaměstnávají profesionální ergonomy, aby se snížila pracovní absence. U manuálních pracovníků naopak ergonomové hledají možnosti optimálního výkonu bez rychlého poškození lidského organismu. Ačkoli je záhodno dosahovat co nejvyššího pracovního komfortu, přesto se nelze domnívat, že dodržováním ergonomických norem lze dosáhnout maximálního výkonu a bezbolestného celodenního zaměstnání. Tělesná kultura zahrnující aktivní pohyb, relaxaci apod. má nadále své hlavní místo.
Ergonomie se zabývá vizuálním, tvarovým nebo zvukovým designem pracoviště a produktů, dosahovými zónami, velikostí pracovního stolu a výškou jeho desky, fyzikálními faktory (osvětlení, hluk, mikroklima - zejména prevence Syndromu nemocných budov). tvarem nástrojů a jejich rukojetí, umístěním a tvarem ovládacích i signalizačních prvků strojů a zařízení, věnuje pozornost celkové interakci vč. psychické, prevenci, fyzioterapii, rehabilitaci apod. Souvisí také s metodami léčby prací (ergoterapie). Pro optimalizaci práce s počítačem stanovuje vhodné rozmístění znaků, symbolů a barev na klávesnici, maximálním počtem, hloubkou a odezvou úderů prstů na klávesy, zabývá se uspořádáním informačních prvků na obrazovce aj. Oblast ergonomie je velmi široká a zahrnuje i návrh hraček pro děti, školních učebních pomůcek nebo podpory handicapovaných. 

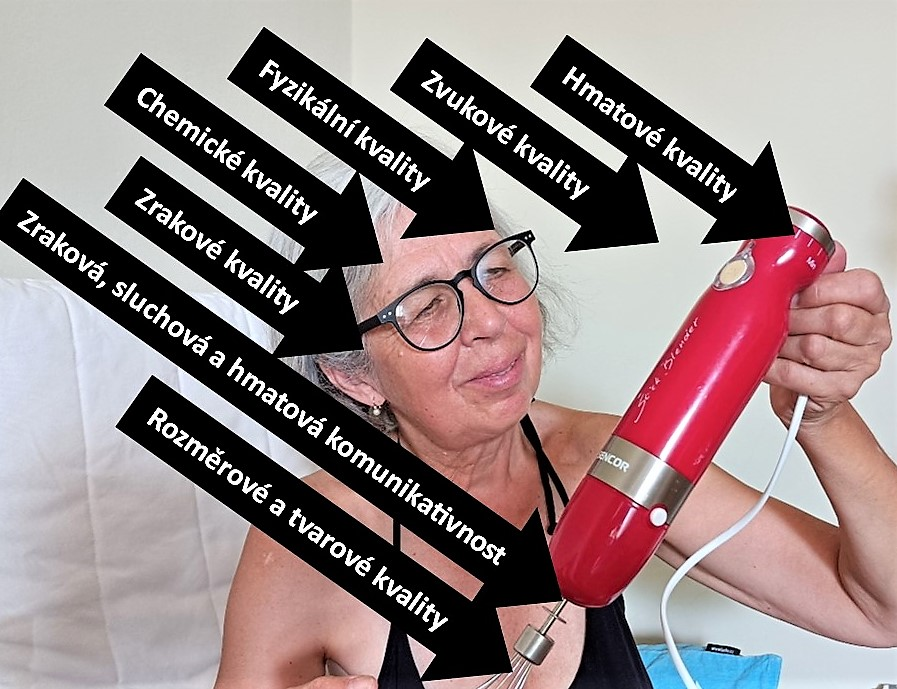
Ergonomické myšlení vyžaduje souběžné posuzování a vyvažování mnoha faktorů

### Ergonomické myšlení
Při výzkumu, projektování i testování je nezbytné použít v ergonomii speciální přístup k myšlení (ergonomic-thinking), který je opakem povrchní metody design-thinking. Staví na nezbytnosti náročných průběžných komplexních myšlenkových operací při tvorbě a posuzování zejména uživatelských kvalit návrhu designového produktu s přihlížením ke kvalitám ekologickým, ekonomickým, estetickým, etickým. Praxe ukázala, že design-thinking směřuje k užitku podnikatele (prodat výrobek), ergonomic-thinking k dlouhodobému komfortu uživatele.
Ergonomické myšlení má také být cílem výuky ergonomie, nikoliv znalosti dílčích postupů, jak se ve školách chybně konzervativně praktikuje.

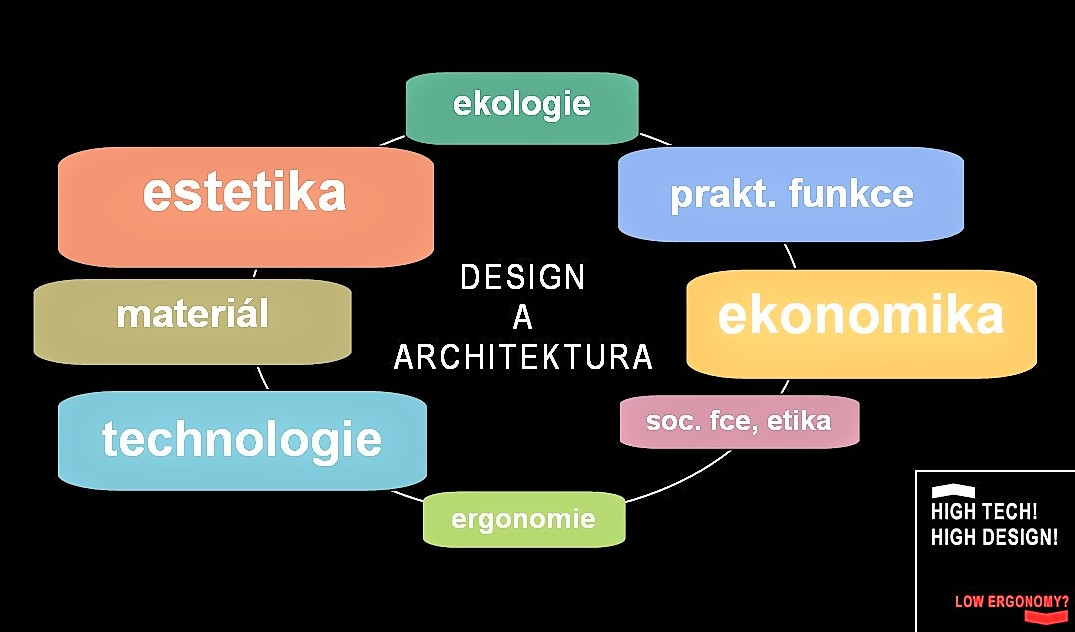
Vyvažování kvalitativních vlastností je vizualizováno velikostí barevných polí

Užití metody je velmi závislé na osobnostních předpokladech designéra. Pokud jsou nedostačující, musí být práce jedince nahrazena prací týmovou. K základním osobnostním předpokladům zde patří dostatečná funkčnost vyšších, systémových typů inteligence, zejména inteligence intrapersonální, interpersonální, ale také ekosystémové a existenciální (hodnotové). K ověření osobních předpokladů nebo požadavků na složení týmu slouží testy obdobné standardním testům IQ. Důležité jsou také vědecké znalosti a přiměřeným časem nashromážděná praktická zkušenost. Tyto dva faktory jsou ale jen doplňkem vyšších inteligenčních předpokladů, které nemohou nahradit.

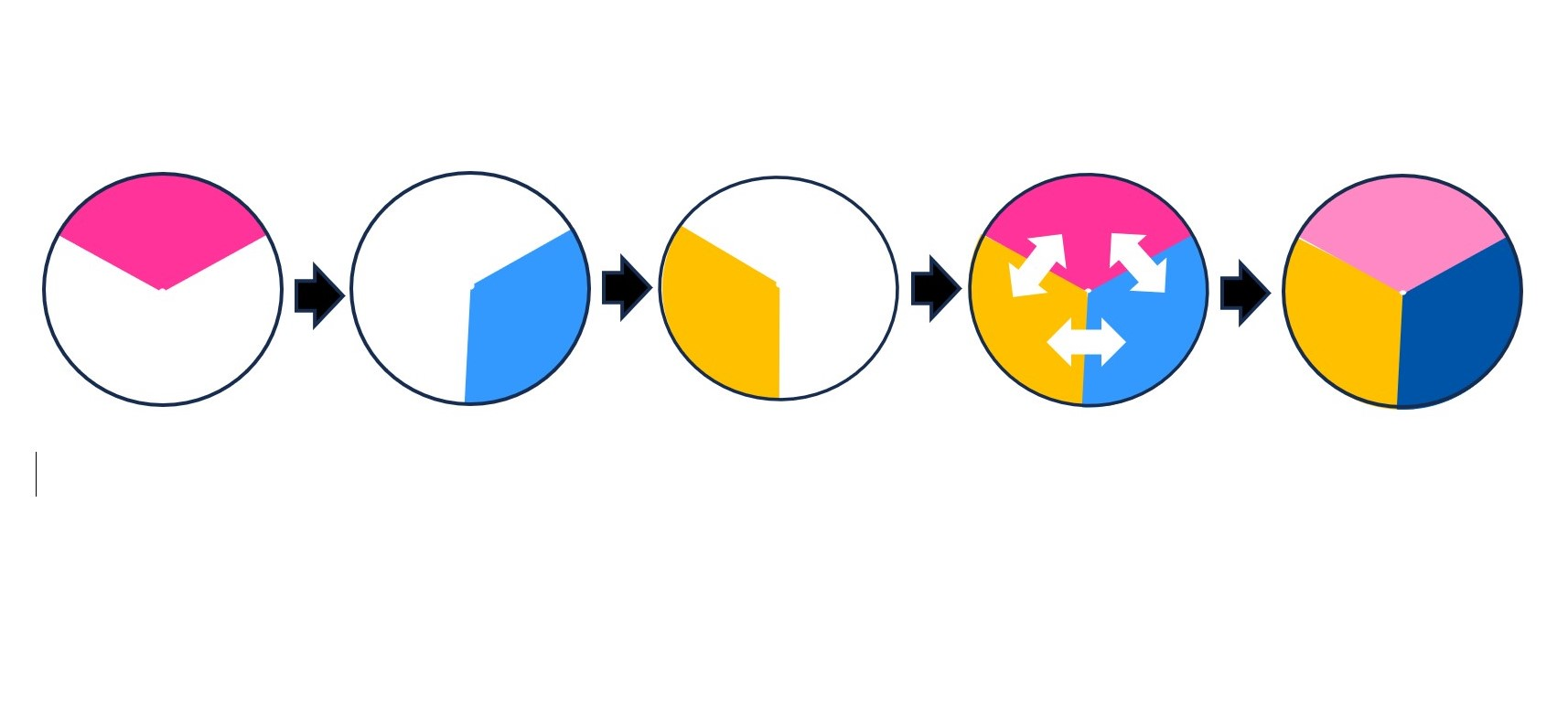
Metoda postupu ergonomického myšlení od analýzy k harmonizaci faktorů

#### Metoda postupu
V úvodu postupu je nezbytné analyzovat jednotlivé typy ergonomických kvalit hotového produktu nebo jeho návrhu.
Psychické ergonomické kvality – barva červená
Fyzické ergonomické kvality – barva modrá
Organizační ergonomické kvality – barva žlutá
V další fázi se analyzuje vzájemný vliv kvalit psychické, fyzické a organizační ergonomie. U negativních kvalit se vyhodnotí faktická a ekonomická náročnost potřebných změn, potom se hledá, zda problémy jedné oblasti (např. fyzické) nedokáže snadněji, účinněji nebo úsporněji vyřešit úprava kvalit jiné oblasti (např. organizační). Na základě dílčích analýz se navrhne kvalitativní vyvážení jednotlivých prvků systému.

Protože multifaktorová problematika interakce jednotlivých částí systému není spolehlivě teoreticky propočítatelná, je třeba výsledek laboratorně prakticky testovat a celý proces případně zopakovat.

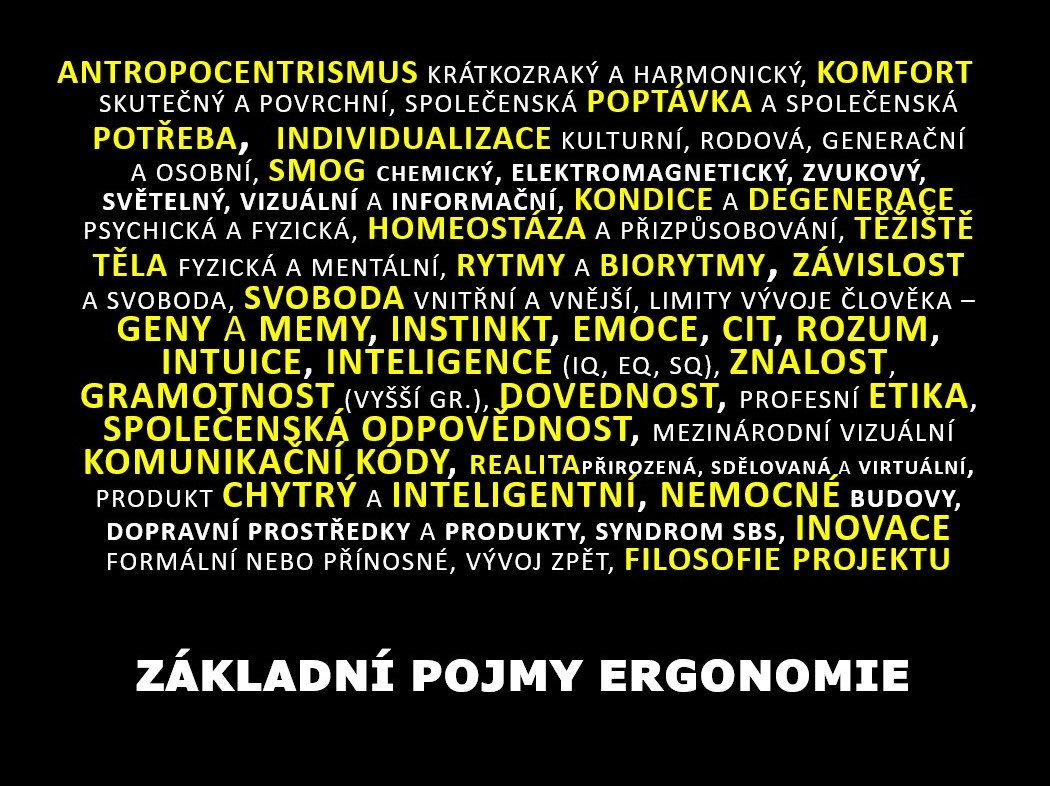
Stručný výčet základních a doplňkových pojmů ergonomie

## Základní pojmy ergonomie
- Komfort - souhrnná optimální kvalita všech faktorů působících na lidský organismus vedoucí k dlouhodobému pocitu pohody (charakteristické pro nezávislé odborné stanovení kvalit faktorů)
- Komfort povrchní - souhrnná kvalita všech faktorů působících na lidský organismus odpovídající krátkozrakému pocitu dočasné pohody (charakteristické pro stanovení faktorů málo zkušeným jedincem, typický jev zneužívaný tržním mechanismem)
- Diskomfort - opak komfortu
- Pohoda - emoční odezva vyvolaná stavem vyváženého fungování organismu (je podmíněna dlouholetou adaptací lidského organismu na prostředí v době paleolitu)[5]
- Komfortní zóna - oblast kvalit daného faktoru působení na lidské tělo (např. teplota, složení vzduchu, zvukové zatížení ad.), jejíž vymezení odpovídá odbornému vymezení potřeb organismu člověka.
- Homeostáze - schopnost organismu (případně i populace) udržet relativně konstantní funkční vnitřní prostředí v situaci, kdy vnější prostředí se mění. Například nenachází-li se organismus v komfortních zónách více faktorů prostředí.[6]

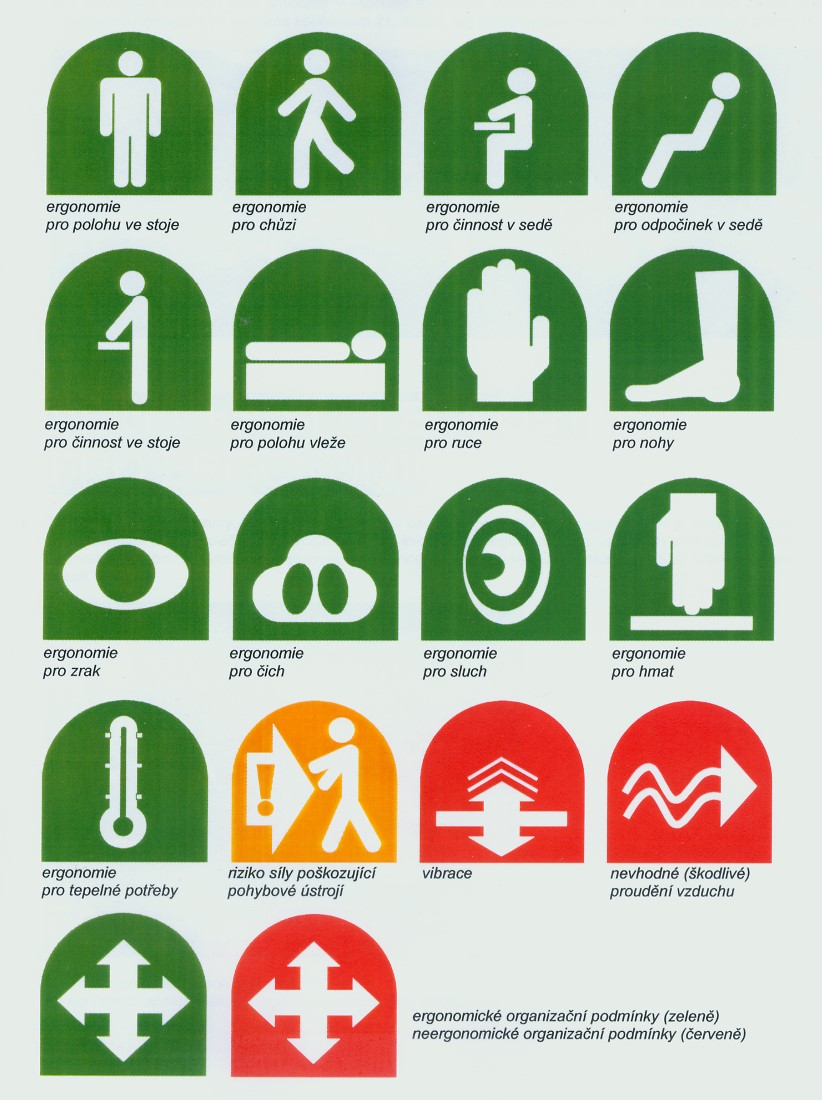
Výběr značek pro ergonomii. Užití barev tabulek: zelená - žlutá - červená odpovídá významu kvalitní - rizikové - nekvalitní

## Vizuální komunikace v ergonomii
Podobně jako jiné obory činnosti užívá ergonomie různé soubory grafických symbolů pro označování sledovaných kvalit. Za základ lze považovat soubor Bezpečnostní barvy a značky daný mezinárodní normou ČSN ISO 3864, které se vztahují k vazbě lidského organismu a prostředí i jeho detailů. Dále jde o komunikační systém ekologie, jehož součástí je problematika ergonomie.

## Příklady ergonomie

### Nemocné interiéry či budovy
Nemocné budovy jsou aktuálním komplexním příkladem fyzické, psychické ad. ergonomické problematiky. Sdružují negativní účinky mikroklimatu na člověka, který pak onemocní syndromem nezdravých budov (SBS). Jde o vlastnosti moderních interiérů staveb a dopravních prostředků, na které upozorňuje WHO již od 60. let 20. století. Tímto syndromem trpí přibližně 30 % všech budov a více než 85 % populace.
Jde například o přehnaně vzduchotěsně uzavřené budovy, které způsobují nedostatečnou výměnu vzduchu, vysokou vlhkost, nebezpečnou koncentraci radonu, množství oxidu dusíku, uhlíku a síry, nadměrné hodnoty formaldehydu, dříve azbestu, neviditelné součásti barev, laků, lepidel, úklidových a čisticích prostředků. Přináší s sebou výskyt mikroskopických hub – zejména plísní, roztočů a řas, výskyt zplodin kouření, zplodin spalovacích motorů zvenčí, prachu, pylu a dalších alergenů Může jít také o problémy s osvětlením.

### Židle

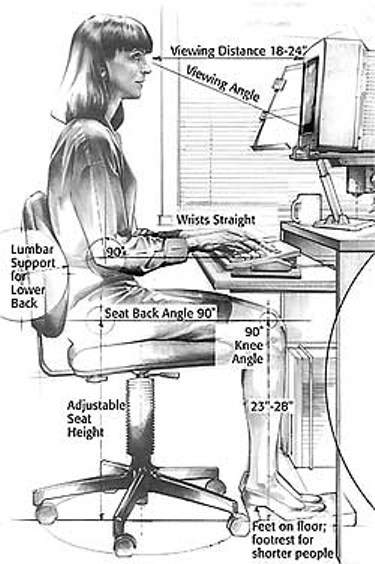
Ergonomie práce podrobně propracovaná pro stolní PC je kontrastem ke lhostejnosti dnešní práce s notebooky

Vhodně navržená židle svými rozměry, tvarem sedáku a opěráku pomáhá sedícímu sedět vzpřímeně a předcházet tak patologickému zatuhnutí páteře. Skutečně ergonomická židle ale neexistuje, existuje jen ergonomické sezení, kterým je dynamické sezení, při němž se střídají různé polohy sedu s polohami práce ve stoje a na klekačce.

### Kokpit vozu
Vhodně navržený interiér vozu pomáhá snadnému a přehlednému ovládání vozu bez nadměrných exkurzí trupu a paží, rozptylování pozornosti, pohybu očí atd.

### Šířka eskalátorů
Eskalátory v pražském metru mají šířku schodů 100 cm, což odpovídá ergonomickému požadavku na šířku pro jednu dospělou osobu s dvěma kufry. Pro míjení se dvou dospělých osob vedle sebe by stupně měly mít šířku minimálně 135 cm. To však neznamená, že šířka eskalátorů je nedostatečná. Pouze z ergonomického hlediska není vhodné vytvářet jeden pruh pro stojící cestující a druhý pro procházející.

### Širokoúhlé monitory
Ergonomické požadavky BOZP uvádějí ohledně 19" monitorů (o poměru stran 16 : 9 či 16 : 10, tzv. širokoúhlých), že úhel pohledu na ně by neměl přesáhnout v kterékoli oblasti monitoru 40° a pozorovací vzdálenost vyžaduje výšku znaků 20' až 22'. K naplnění ergonomických kriterií je tedy třeba minimální vzdálenosti oka od monitoru cca 81 cm. Širokoúhlé monitory nejsou pro běžnou kancelářskou práci vhodné, neboť tuto vzdálenost není možné na běžném kancelářském stole dodržet.

## Neergonomické kvality
Běžnou chybou praxe vedoucí k silnému oslabení osvěty je upozorňovat na ergonomické kvality bez jejich názorného srovnání s opakem. Proto je nesmírně užitečné např. udělování České ceny za ergonomii, které je mnohdy doplněno také „anticenami“. Neergonomické produkty jsou dvojího typu. Jde jednak o aktuální neergonomičnost, která vede k přímé identifikaci nekvality uživatelem, s tím, že její dopady na lidský organismus jsou okamžité a vedle toho převážně také dlouhodobé. Neergonomičnost s pouze dlouhodobým negativním zdravotním efektem buď není lidskými smysly identifikovatelná, nebo dokonce může vést k rychlému nastolení pohody, které tak klamně motivuje člověka. Tento typ je charakteristický zejména pro tzv. povrchní komfort marketinkem a celkově komerčními aktivitami.
Vzhledem k tomu, že většina produktů má celé spektrum ergonomických vlastností, je běžný výskyt výrobků charakteristických jak kladnými, tak zápornými kvalitami, které se mohou navzájem ovlivňovat.

### Výrazné neergonomické produkty s okamžitým efektem
- Malý traktor na sekání zahrad. Znemožňuje přirozený pohyb při práci na čerstvém vzduchu (udržování fyzické kondice organismu), obtěžuje uživatele i okolí hlukem a zplodinami, na nerovném terénu negativně působí na meziobratlové ploténky.
- Kontejner na domovní odpad bez ovládacího pedálu. Ovládací pedál je samozřejmou součástí kontejnerů v rozvinutých zemích. Umožňuje neodkládat např. aktovku při manipulaci na zem a vylučuje znečistění rukou, díky pružině je zárukou průběžné uzavřenosti krytu.
- Snížení úrovně chodníku pro vjezdy do zahrad. Zbytečný komfort pro auta, závažný diskomfort pro chodce vč. seniorů s nižší stabilitou, dětské kočárky ad. Náhlé snížení výšky chodníku je při chůzi nepříjemné, často se každou chvíli opakuje, v zimě dává předpoklad uklouznutí.
- Nepřizpůsobené přechody pro chodce pro delší přímý směr pohybu. V obcích málo přátelských pěší chůzi mají oblouky chodníku na křižovatkách velký průměr, což mimoděk nutí ke značení přechodů s nebytností (opakovaně) měnit směr chůze (psychický efekt šikany), auta to naopak podněcuje k vyšší rychlosti při zatáčení.

### Výrazné neergonomické produkty s dlouhodobým negativním efektem
- Dálkové ovládání vrat pro vjezd automobilu do zahrady, areálu. Strnulé sezení v autě je zdravé přerušit vystoupením a otevřením nebo uzavřením vrat. Jde také o ekologicky zbytečně použitou elektrickou energii.
- Výtah chybně nabízí bezmyšlenkovité užití i pro zbytečnou jízdu dolu, přemísťování o jedno patro a celkově bere lidem průběžnou možnost udržení fyzické kondice (což uměle dohánějí ve fitcentru). Rovněž jde o ekologicky zbytečně použitou elektrickou energii.
- Chladicí klimatizace je skutečně potřebná jen pro příslušníky kultur pocházejících z jiného pásma zeměpisné šířky a pro vybrané nemocné. Zdravým lidem snižuje termoregulační kondici, při nevhodném nastavení riziko nachlazení a při běžně nepozorném servisu ohrožuje lidi podporou množení plísní. Patří k nejčastějším faktorům vzniku syndromu nemocných budov. Kromě zbytečně spotřebované energie také svým vedlejším efektem ohřívá prostředí. Stejného efektu lze dosáhnout energeticky úsporným a dobře silově a směrově regulovatelným zvýšením proudění vzduchu.[11]

### Ovlivnění ergonomických kvalit různým přístupem k téže činnosti
Jízda. Jízda představuje pohyb prostředím spojený s fyzickými efekty způsobenými rozjížděním, brzděním, zatáčením a nerovnosti povrchu vozovky, příp. kolejí. Optimálně se s nimi vyrovnává organismus řidiče (např. i cyklisty), který pohyb přímo ovlivňuje, hůře organismus cestujícího sedícího ve směru jízdy, nejhůře organismus cestujícího sedícího proti směru jízdy nebo nevnímajícího okny prostor, kudy se dopravní prostředek pohybuje.
Sezení. Ergonomická židle, která by zajistila zcela ergonomii sezení neexistuje. Existuje pouze „ergonomické sezení“, což je jednak průběžná změna poloh sezení, ale hlavně střídání sezení na sedáku, klečení na klekačce a vykonávání kancelářské práce ve stoje v optimálních časových periodách.

### Příklady nedostatečně řešených ergonomických problémů
- místo cestujícího hromadné dopravy (nevyvážené faktory kvality, důraz na povrchní komfort)
- ergonomie jídelny (absence prvků zklidňujících prostředí)
- místnost pro kancelářské práce (počet pracovníků, absence prvků dynamického sezení a relaxace)
- relaxační prostory pro studenty vysokých škol (nevhodné vybavení, členění prostoru a barevnost)
- léčebné nemocniční lůžko (absence důležitých prvků a nekvalita ovladačů)
- hygienické zařízení jednotek intenzívní péče v nemocnicích (absence ergonomických prvků)
- ložnice nemocničních pacientů (počet lůžek, mikroklima, audiovizuální smog)
- interiéry se syndromem nezdravých budov (viz SBS)
- jízdní kolo (převažující absence 2 typů bezpečnostních signalizačních prvků)[11]

## Česká ergonomie
Přesto, že česká ergonomie má dlouholetou tradici, nemá ani ve třetím desetiletí 21. století svůj samostatný studijní obor, ani komplexní výzkumné pracoviště. Proto odborný výzkum podléhá ve vývoji náhodným změnám, které brání rozvoji oboru. Odborníky sdružuje Česká ergonomická společnost. Teprve roku 2020 byla Ministerstvem práce a sociálních věcí vymezena profesní kvalifikace "ergonom". Česká ergonomická společnost organizuje ve spolupráci s Výzkumným ústavem bezpečnosti práce od roku 2020 odborný kurz a zkoušku "Specialista v ergonomii".

### Odborná pracoviště

#### Výzkumný ústav bezpečnosti práce
Výzkumný ústav bezpečnosti práce (VÚBP) v Praze navázal ve 2. polovině 20. století na činnost Státního zdravotního ústavu, který se v rámci oboru pracovní lékařství ergonomii vždy částečně věnoval. Největší rozvoj ve VÚBP ergonomie dosáhla v 70. a 80. létech 20. století. Následně se však pozornost oboru minimalizovala.

#### Vysoká škola uměleckoprůmyslová(VŠUP)
Jako dominující univerzita pro vzdělávání průmyslových návrhářů měla VŠUP dobré podmínky pro rozvoj ergonomie již při zakládání gottwaldovské (zlínské) katedry designu, kde fungoval interdisciplinární výzkum designérů, inženýrů, lékařů a psychologů. Tuto kvalitu se při stěhování pracoviště do Prahy nepodařilo udržet a musela tam být znovu postupně systematicky rozvíjena směrem k založení laboratoře ergonomie počátkem 20. let 21. století.

#### České vysoké učení technické(ČVUT)
Na Strojní fakultě došlo od 60. do 80. let k mimořádnému rozvoji odborného výzkumu ergonomie spojenému s fungováním tří specializovaných laboratoří ergonomie. V 80. létech byla tato tradice přerušena a po roce 2015 se objevily pokusy o její částečné obnovení i na Fakultě architektury ČVUT.

#### Institut průmyslového designu
Institut fungující v 70. a 80. létech 20. století reagoval na dobové vzepětí pozornosti ergonomii jak výzkumem, tak osvětovou činností mj. v rámci časopisu "Průmyslový design". Pozornost ergonomii byla po transformaci Institutu na Design Centru ČR po roce 1990 ukončena, neboť nástupnická organizace nebyla výzkumného charakteru.

#### Muzeum designu Benešov
Muzeum jako jediné české výzkumné pracoviště věnovalo od 90. let 20. stol. pozornost komunikační ergonomii, od roku 2000 pak ve vlastní laboratoři komplexnímu testování produktů designu, vedle drobných výrobků a nábytku také odborně zanedbávaným interiérům české hromadné dopravy.[zdroj?]

#### Výběr ze zahraniční literatury
- DIFFRIENT, Niels; TILLEY, Alvin R.; BARDAGJI, Joan C.: Humanscale. Manual. Chicago, 2017
- DREYFUSS, Henry: Designing for People, New York, 1962
- DREYFUSS, Henry: Symbol Sourcebook, New York, 1966
- LUPTON, Elen: Beautiful users - Designing for people, New York, 2014
- NORMAN, Donald: Design pro každý den, Dokořán, Praha, 2010
- SALVENDY, Gavriel: Handbook of Human Factors and Ergonomics, John Wiley, 2012

#### Základní výběr z české a slovenské literatury
- BĚLOHLÁVKOVÁ, Libuše (ed.): Ergonomie na pracovištích, Akademie práce a zdraví ČR, Praha, 2004, 256 s.
- DYLEVSKÝ, Ivan: Biomedicínská ergonomie, Grada, Praha, 2022, 168 s., ISBN
- FASSATI, Tomáš: Laboratoř ergonomie. Praktické příklady a cvičení z psychické, organizační a fyzické ergonomie, ČVUT, Praha, 2022, ISBN 978-80-01-07033-8
- GILBERTOVÁ, Sylva – MATOUŠEK, Oldřich, Ergonomie: optimalizace lidské činnosti. Praha: Grada, 2002 – 239 s. ISBN 80-247-0226-6
- GLIVICKÝ, V. a kol., Úvod do ergonomie, Praha: Práce, 1975
- HÁJEK, Václav: Ergonomie v bytě, v projektu a v praxi. Praha, 2004, 128 s.
- HANKER J. a kol.: Ergonómia v priemysle, Alfa, Bratislava, 1978, 380 s.
- CHUNDELA, Lubor: 109 hesel ergonomie, výstup výzkumu, Praha, 2010, archív Laboratoře ergonomie, Vysoké školy umělecko-průmyslové, Praha
- CHUNDELA, Lubor, Ergonomie. Praha: ČVUT, 2001 – 171 s. : il. ; 30 cm ISBN 80-01-02301-X
- KOL.: Malý slovníček pojmů oblasti inteligentní architektury a designu
- Výkladový slovník :: INSTITUT INTELIGENTNÍHO DESIGNU. institut-inteligentniho-designu2.webnode.cz [online]. 2023-08-25 [cit. 2023-09-03]. Dostupné online.
- KÖPPLOVÁ, Barbara (ed.): Ergonomie. Sborník Czechoslovak Industrial Design, Praha, 1972, 77 s.
- KOTRADYOVÁ, Veronika: Komfort v mikroprostredí, Premedis, Bratislava, 2015, 300 s.
- KRÁL, Miroslav: Ergonomický výkladový slovník, Rožnov pod Radhoštěm, 1999, 139 s., ISBN 80-239-2083-9
- KRÁL, Miroslav: Metody a techniky užité v ergonomii, VÚBP, Praha, 2002, 155 s.
- MALÝ, Stanislav; KRÁL, Miroslav; HANÁKOVÁ, Eva. ABC ergonomie. 1. vyd. Praha: Professional Publishing, 2010. 386 s. ISBN 978-80-7431-027-0
- MAREK, Jakub; SKŘEHOT, Petr: Základy aplikované ergonomie, VÚBP, Praha, 2008, 118 s.
- MATOUŠEK, Oldřich; ZASTÁVKA, Z.: Metody rozboru a hodnocení systémů člověk - stroj, Praha, SNTL, 1977, 176 s.
- POTŮČKOVÁ, Iva: Bydlení. Navrhování bytového interiéru. UMPRUM, Praha, 2022
- SLÁMA O. a kol.: Ergonomie a bezpečnost při práci (cvičení), VŠZ, Brno, 1985, 97 s.
- ŠEDIVÝ, V.; KOHOUT, V.: Ergonomie (cvičení), Mendelova univerzita, Brno, 1995, 105 s.
- ŠIKL, Radovan: Zrakové vnímání, Grada, Praha, 2012, 312 s.
- ŠTIKAR, Jiří; HOSKOVEC, Jiří; STRÍŽENEC, Michal. Inženýrská psychologie. 1. vyd. Praha: Státní pedagogické nakladatelství, 1982, 252 s.
- ŠTIKAR, Jiří: Obrazová komunikace. Praha, Karolinum 1991

#### Normy (výběr)
- ČSN ISO 292411 Ergonomické požadavky na kancelářské práce se zobrazovacími terminály
- ČSN ISO 6385 Ergonomické zásady pro navrhování pracovních systémů
- ČSN EN 1540 Ovzduší na pracovišti. Terminologie.
- ČSN ISO 4225 Kvalita ovzduší, obecná hlediska. Slovník.
- ČSN EN ISO 13407 Postupy ergonomického projektování interakčních systémů
- ČSN EN ISO 7250 Základní rozměry lidského těla
- ČSN ISO 9886 Hodnocení tepelné zátěže podle fyziologických měření
- ČSN ISO 10075 Ergonomické zásady ve vztahu k mentální pracovní zátěži
- ČSN ISO 1996-3 Popis a měření hluku v prostředí
- ČSN EN 61310-1 Požadavky na vizuální, akustické a taktilní signály systému člověk - stroj